# Bobby Boswell
Robert Allen "Bobby" Boswell (n. Austin, Texas, Estados Unidos, 15 de marzo de 1983) es un futbolista estadounidense. Juega de defensa y actualmente milita en el Atlanta United de la Major League Soccer.

## Selección nacional
Ha sido internacional con la selección de fútbol de Estados Unidos; donde ha jugado 3 partidos internacionales y no ha anotado goles por dicho seleccionado. Incluso participó con su selección, en la Copa América Venezuela 2007, donde el seleccionado estadounidense fue eliminado en la primera fase (fase de grupos).

## Clubes
| Club              | País           | Año           |
| ----------------- | -------------- | ------------- |
| FIU Panthers      | Estados Unidos | 2001-2004     |
| D.C. United       | Estados Unidos | 2005-2007     |
| Houston Dynamo    | Estados Unidos | 2008-2013     |
| D.C. United       | Estados Unidos | 2014-2017     |
| Atlanta United FC | Estados Unidos | 2017-presente |

## Palmarés

### Torneos nacionales
| Título                 | Club        | País           | Año  |
| ---------------------- | ----------- | -------------- | ---- |
| MLS Supporters' Shield | D.C. United | Estados Unidos | 2006 |
| MLS Supporters' Shield | D.C. United | Estados Unidos | 2007 |

### Distinciones individuales
| Distinción                 | Año  |
| -------------------------- | ---- |
| Defensor del año de la MLS | 2006 |
| MLS Best XI                | 2006 |
| MLS Best XI                | 2014 |